# 収穫 (セレブリャコワの絵画)
『収穫』（しゅうかく、ロシア語: Жатва）は、1915年にロシア人画家ジナイーダ・セレブリャコワ（1884年—1967年）によって描かれた絵画。オデッサ芸術美術館に所蔵されており、142cm×177cmの大きさである。
この作品は、1916年に芸術世界の展覧会で『畑の農婦』という名前で初めて出展された。